# إستيبان غوتيريز (لاعب كرة قدم)
إستيبان غوتيريز فرنانديز (ولد في 20 أكتوبر 1960)، والمعروف باسم إستيبان ببساطة، هو لاعب كرة قدم إسباني سابق لعب كمدافع.
لعب 310 مباراة في الدوري الأسباني مع سبورتنج خيخون وريال مدريد وريال سرقسطة. فاز بالدوري مرتين مع ريال مدريد، وكأس ملك إسبانيا مرة واحدة لكل منهما ومع سرقسطة.

## المسيرة الكروية
ولد إستيبان في أوفينيانا في كودييرو، أستورياس، وبدأ حياته المهنية مع إنسيدا في ال الدرجة الثانية ب. ظهر لأول مرة في الدوري الأسباني مع سبورتنج خيخون في 4 سبتمبر 1982 بالتعادل 1–1 أمام ملقا، ولعب آخر دقيقتين كبديل لمانويل خيمينيز تحت قيادة المدرب فوجادين بوشكوف.
في 19 أكتوبر 1982، سجل إستيبان هدفه الأول لصالح سبورتينغ في نهاية الخسارة 3-2 أمام لانغريو في الجولة الثانية من كأس ملك إسبانيا. لم يسجل للنادي في الدوري حتى موسم 1985-1986 عندما سجل ستة أهداف، أربعة منها من ركلة جزاء؛ كان أولها في 8 سبتمبر 1985 ليعادل النتيجة في مباراة انتهت بالتعادل 1-1 مع ريال بيتيس.
في أغسطس 1988، انضم إستيبان إلى ريال مدريد، واختاره بدلاً من أتلتيكو مدريد عندما انتهى عقده مع سبورتينغ. شارك لأول مرة في 4 سبتمبر في أول مباراة للموسم، حيث لعب آخر 18 دقيقة كبديل لخوسيه أنطونيو كاماتشو في مباراة انتهت بالتعادل 2-2 على أرضه مع أوساسونا. وفي وقت لاحق من الشهر، لعب كل دقيقة من المباراة التي فاز فيها فريقه 3-2 على برشلونة في كأس السوبر الإسباني. شارك في 42 مباراة في موسمه الأول على ملعب سانتياغو برنابيو، وسجل هدفًا واحدًا في بداية مباراة انتهت بالتعادل 5-5 خارج أرضه أمام ناديه السابق في دور الستة عشر من الكأس في 15 فبراير، وطُرد في مباراة انتهت بالتعادل 3-3 خارج أرضه أمام أتلتيكو في ديربي مدريد في 20 مايو. أنهى الميرينجي الموسم بالفوز بالثنائية، على الرغم من أن إستيبان كان بديلاً غير مستخدم في الفوز 1-0 في نهائي الكأس على ريال بلد الوليد.
في 27 سبتمبر 1989، سجل إستيبان هدفه القاري الوحيد في فوز 6-0 على أرضه على سبورا لوكسمبورج في مباراة الإياب من الدور الأول لكأس أوروبا. وفاز بالدوري مرة أخرى، ولعب بشكل أقل، وانتقل في نهاية الموسم إلى ريال سرقسطة. تم خصم رسوم انتقاله البالغة 20 مليون بيزيتا إسبانية من الصفقة البالغة 315 مليون بيزيتا والتي نقلت فرانسيسكو فيلارويا في الاتجاه الآخر.
لعب إستيبان نهائي كأس ملك إسبانيا للمرة الثانية في 26 يونيو 1993، وخسر بنتيجة 2-0 أمام ناديه السابق. وبعد مرور عام، رفع سرقسطة الكأس، على الرغم من أن مشاركته الوحيدة كانت في مباراة الدور الثالث في أغسطس والتي تم سحبه فيها بسبب الإصابة.

## المسيرة الدولية
لعب استيبان مع منتخب إسبانيا تحت 23 عامًا في تصفيات كرة القدم الأولمبية. لعب مباراتين من هذا النوع في عام 1984 وواحدة في عام 1988.

## روابط خارجية
- إستيبان غوتيريز على BDFutbol